# Gare de Bischwiller
Gare de Bischwiller vasútállomás Franciaországban, Bischwiller településen.

## Vasútvonalak
Az állomást az alábbi vasútvonalak érintik:
- Vendenheim–Wissembourg-vasútvonal

## Kapcsolódó állomások
A vasútállomáshoz az alábbi állomások vannak a legközelebb:
- Gare de Kurtzenhouse (Gare de Strasbourg)
- Gare de Marienthal (Gare de Haguenau)
- Gare de Strasbourg
- Gare de Haguenau